# Aceraius helferi
Aceraius helferi es una especie de coleóptero de la familia Passalidae.

## Distribución geográfica
Habita en Tenasserim, Corea, Birmania y  India.